# Vilar (Cadaval)
Vilar es una freguesia portuguesa del concelho de Cadaval, con 16,85 km² de superficie y 1.688 habitantes (2001). Su densidad de población es de 100,2 hab/km².